# Tragia mixta
Tragia mixta är en törelväxtart som beskrevs av Michael George Gilbert. Tragia mixta ingår i släktet Tragia och familjen törelväxter. Inga underarter finns listade i Catalogue of Life.